# Hamza ibn ʿAbd al-Muttalib

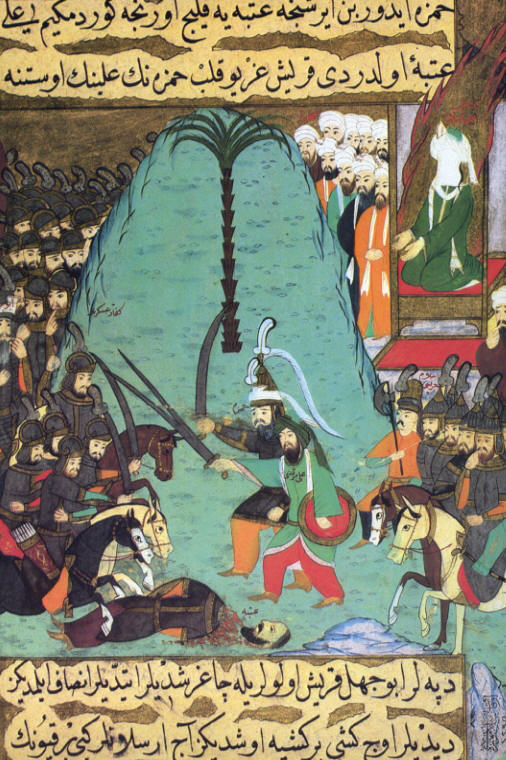
Hamza und Ali führen die islamische Armee in der Schlacht von Badr

Hamza ibn ʿAbd al-Muttalib (arabisch حمزة بن عبد المطلب, DMG Ḥamza ibn ʿAbd al-Muṭṭalib; * 567; gestorben im Jahre 625) war ein  Onkel väterlicherseits und Gefährte des Propheten Mohammed, der früh den Islam annahm und Mohammed später bei seinen Kämpfen gegen die  Mekkaner unterstützte. Er war ein Sohn  ʿAbd al-Muttalib ibn Hāschims und Hāla bint Wuhaibs.

## Leben
Hamza begleitete Mohammed 622 bei der Hidschra nach Medina. Sieben Monate später, im Ramadan des Jahres 623, wurde Hamza von Mohammed mit 30 Kamelreitern der Muhādschirūn ausgesandt, um bei Sīf al-Bahr in dem Gebiet von ʿĪs eine Karawane der Quraisch abzufangen. An der Küste stieß er auf Abū Dschahl und 300 Reiter der Mekkaner. Als sich die beiden Parteien gegeneinander aufstellten, trat Madschdī ibn ʿAmr von den Dschuhaina, der mit beiden Seiten verbündet war, dazwischen, so dass man ohne Kampf abzog. Als Bannerträger Hamzas bei dieser Aktion fungierte Abū Marthad al-Ghanawī.
Hamza kam in der Schlacht von Uhud am 22. März 625 ums Leben. Ein abessinischer Sklave namens Wahschi tötete ihn mit einem Speerwurf.

## Rezeption
In der islamischen Geschichtsschreibung wird er seit langem als Märtyrer bezeichnet. Der Prophet Mohammed soll auch gesagt haben: „Der Herr der Märtyrer ist Hamza ibn Abdul-Muttalib.“ Hamza ist die Hauptfigur des persischen Epos Hamzanama, das als Serat Menak im 16./17. Jahrhundert nach Indonesien kam und dort besonders in der Version des Serat Menak Sasak bekannt ist.